# Sal Zizzo
Salvatore „Sal“ Zizzo (* 3. April 1987 in San Diego, Kalifornien) ist ein US-amerikanischer Fußballspieler.
Er besitzt neben der amerikanischen Staatsbürgerschaft auch einen italienischen Pass.

## Karriere

### Verein
Zizzo begann bei den UCLA Bruins mit dem Fußballspielen. Zwischen 2006 und 2007 absolvierte er 13 Spiele, in denen er 5 Tore erzielte, für Orange County Blue Star in der USL Premier Development League, der vierthöchsten Spielklasse der USA. Sie ist als reine Amateurliga besonders bei Studenten und älteren Schülern beliebt, da diese dort Erfahrungen in einem Fußballverein sammeln können.
Ende Juli 2007 wechselte Zizzo zu Hannover 96 in die Bundesliga. Der 1,80 m große Mittelfeldspieler spielt auf der rechten Außenbahn. Er trug bei den Niedersachsen die Rückennummer 37. Den größten Teil der Saison 2007/08 spielte er für die Oberligamannschaft, erst an den letzten beiden Spieltagen kam er auch bei den Profis zum Einsatz. Am 2. Juli 2009 wurde Zizzo an Fortuna Düsseldorf für die Saison 2009/2010 ausgeliehen. Dieses Vereinbarung wurde kurze Zeit später wieder aufgelöst, da er sich eine Magen- und Darmgrippe zugezogen hatte. Im Oktober 2009 erlitt er einen Kreuzbandriss und fiel so die komplette Saison 2009/2010 aus.
Sein Vertrag mit Hannover lief 2010 aus, woraufhin er zurück in die Vereinigten Staaten wechselte und sich dem CD Chivas USA anschloss.
In seiner ersten Saison in der Major League Soccer absolvierte er zehn Spiele für die Chivas. Am 15. Februar 2011 wechselte er zu den Portland Timbers. Dort blieb er die nächsten drei Jahre und absolvierte 60 Ligaspiele.
Am 13. Dezember 2013 wurde er für eine Ablösesumme an Sporting Kansas City weitergegeben. Nach einer Saison nahm er am 10. Dezember 2014 am MLS Expansion Draft für das neue Franchise New York City FC teil. Er wurde von den New Yorker ausgewählt, die ihn aber gegen den Torwart Ryan Meara von New York Red Bulls tauschten.
Zur Saison 2018 wechselte Zizzo zu Atlanta United. Er kam zu 6 MLS-Einsätzen (einmal von Beginn) und zu einem Einsatz im Farmteam Atlanta United 2 in der USL Championship.

### Nationalmannschaft
Zizzo absolvierte im August 2007 gegen Schweden sein erstes Spiel für die A-Auswahl der USA. Zuvor nahm er bereits als U-20 Nationalspieler der USA an der Junioren-Fußballweltmeisterschaft 2007 in Kanada teil.

## Trivia
- Zizzo ist in dem Musikvideo "Too Little Too Late" der US-amerikanischen Sängerin JoJo zu sehen. In dem 2006 erschienenen Video sieht man ihn mit seinen Mitspielern von den UCLA Bruins.
- Seit November 2013 ist er mit der Schauspielerin Destiny Moniz verheiratet.